# Lehrgeschwader Greifswald
La Lehrgeschwader  Greifswald  (LG Greifswald ou LG ) (Escadron d'instruction Greifswald) est une unité d'instruction et de démonstration de la Luftwaffe pendant la Seconde Guerre mondiale. 

## Opérations
Le LG Greifswald  est équipé d'avions Heinkel He 111H, Junkers Ju 88A et S, Messerschmitt Bf 109D, Messerschmitt Bf 110C et D, et Junkers Ju 87B.

## Organisation

### Stab. Gruppe
Le Stab./LG Greifswald est formé le 1er octobre 1936 à Greifswald à partir du Stab/KG 152.

Le 1er novembre 1938, il est renommé Stab./LG 1
Les unités indépendantes suivantes ont servi sous le Stab/LG Greifswald :
- II./KG 152 du 1er octobre 1936 au 1er avril 1937
- I./St.G.162 du 1er octobre 1936 au 1er avril 1937
- 1.(F)/Aufkl.Gr.122 du 1er octobre 1936 au 1er avril 1937
- Lehr-Verband/Aufkl.Gr. Jüterbog du 1er avril 1937 au 1er novembre 1938

Geschwaderkommodore (Commandant de l'escadron) :
| Début            | Fin               | Grade  | Nom                   |
| ---------------- | ----------------- | ------ | --------------------- |
| 1er octobre 1936 | 1er octobre 1937  | Major  | Hans Jeschonnek       |
| 1er octobre 1937 | 1er novembre 1938 | Oberst | Dr Robert Knauss (de) |

### I. Gruppe (leichte Jagd-Gruppe)
Formé le 1er février 1938 à Garz à partir d'éléments du I./JG 137 avec :
- Stab I./LG nouvellement créé
- 1./LG (formé le 1er octobre 1937 à partir du 4./JG 136)
- 2./LG à partir du 1./JG 137
- 3./LG à partir du 2./JG 137

Le 1er novembre 1938, le I./LG est renommé I./LG 2 :
- Stab I./LG devient Stab I./LG 2
- 1./LG devient 1./LG2
- 2./LG devient 2./LG 2
- 3./LG devient 3./LG 2

Gruppenkommandeure (Commandant de groupe) :
| Début            | Fin               | Grade | Nom              |
| ---------------- | ----------------- | ----- | ---------------- |
| 1er février 1938 | 1er novembre 1938 | Major | Hanns Trübenbach |

### II. Gruppe  (schwere Jagdgruppe)
Formé le 1er avril 1937 à Tutow à partir du III./JG 134 avec :
- Stab II./LG à partir Stab III./JG 134
- 4./LG à partir 7./JG 134
- 5./LG à partir 8./JG 134
- 6./LG à partir 9./JG 134

Le 1er novembre 1938, le II./LG est renommé I./LG1 avec :
- Stab II./LG devient Stab I./LG1
- 4./LG devient 1./LG1
- 5./LG devient 2./LG1
- 6./LG devient 3./LG1

Gruppenkommandeure :
| Début              | Fin               | Grade     | Nom                    |
| ------------------ | ----------------- | --------- | ---------------------- |
| 1er avril 1937     | 31 août 1937      | Major     | Oskar Dinort (en)      |
| 1er septembre 1937 | 1er novembre 1938 | Hauptmann | Axel von Blomberg (en) |

### III. Gruppe (Kampf-Gruppe)
Formé le 1er novembre 1938 à Greifswald à partir du III./LG avec :
Formé le 1er avril 1937 à Greifswald à partir du II./KG 152 avec :
- Stab III./LG à partir du Stab II./KG 152
- 7./LG à partir du 4./KG 152
- 8./LG à partir du 5./KG 152
- 9./LG à partir du 6./KG 152

Le 1er novembre 1938, le III./LG est renommé III./LG 1 avec :
- Stab III./LG devient Stab III./LG 1
- 7./LG devient 7./LG 1
- 8./LG devient 8./LG 1
- 9./LG devient 9./LG 1

Gruppenkommandeure :
| Début          | Fin               | Grade          | Nom               |
| -------------- | ----------------- | -------------- | ----------------- |
| 1er avril 1937 | 1er avril 1938    | Major          | Karl-Eduard Wilke |
| 1er avril 1938 | 1er novembre 1938 | Oberstleutnant | Hans Seidemann    |

### IV. Gruppe (Stuka-Gruppe)
Formé le 1er avril 1937 à Schwerin à partir du IV./St.G.162 avec :
- Stab IV./LG à partir du Stab I./St.G.162
- 10./LG à partir du 1./St.G.162
- 11./LG à partir du 2./St.G.162
- 12./LG à partir du 3./St.G.162

Le 1er novembre 1938, le IV./LG est renommé IV./LG 1 avec :
- Stab IV./LG devient Stab IV./LG 1
- 10./LG devient 10./LG 1
- 11./LG devient 11./LG 1
- 12./LG devient 12./LG 1

Gruppenkommandeure :
| Début              | Fin                | Grade          | Nom                       |
| ------------------ | ------------------ | -------------- | ------------------------- |
| 1er avril 1937     | 1er septembre 1937 | Oberstleutnant | Hans-Hugo Witt            |
| 1er septembre 1937 | 1er novembre 1937  | Major          | Günter Schwartzkopff (de) |
| 1er novembre 1937  | 1er novembre 1938  | Hauptmann      | Peter Kögl                |